# Анкін Микола Львович
Микола Львович Анкін (нар. 30 вересня 1966, Архангельськ) — доктор медичних наук, професор, головний лікар Київської обласної клінічної лікарні, головний позаштатний ортопед-травматолог управління охорони здоров'я Київської області, заслужений лікар України.

## Біографічні відомості
Народився 30 вересня 1966 року в Архангельську в сім'ї лікарів.

### Освіта
У 1989 році закінчив Київський медичний інститут імені О. О. Богомольця (нині — Національний медичний університет імені О. О. Богомольця) за спеціальністю «лікувальна справа».

### Захист дисертаційних робіт
Традиційний та малоінвазивний остеосинтез в травматології [Текст]: автореф. дис. … д-ра мед. наук : 14.01.21 / Анкін Микола Львович ; Ін-т патології хребта та суглобів ім. М. І. Ситенка АМН України. — Х., 2005. — 34 с.:
Науковий консультант — академік НАМН проф. Гайко Г. В.

### Лікувальна і наукова діяльність
З 1990 по 1993 рік працював лікарем ортопедом-травматологом Київської міської лікарні швидкої медичної допомоги. З 1993 по 2002 рік — заступник директора клініки політравми м. Києва. У 2002 році був призначений завідувачем ортопедо-травматологічного центру Київської обласної клінічної лікарні. У 2005 році був призначений на посаду головного лікаря Київської обласної клінічної лікарні, яку займає по сьогоднішній день.
Провадить активну науково-дослідну роботу з проблем хірургії таза та вертлюгової западини, політравми, лікування відкритих та вогнепальних переломів, первинного та ревізійного ендопротезування кульшового та колінного суглобів, перипротезних переломів. В активі М. Л. Анкіна — 4 монографії, понад 80 наукових друкованих праць, 11 наукових винаходів.

## Патенти
- Зовнішня фіксаційна система для репозиції застарілих пошкоджень задніх відділів тазового кільця № пат. 110287 від 10.10.2016
- Пристрій для остеосинтезу задньої стінки вертлюгової западини № пат. 47537 від 10.02.2010
- Тазові щипці № 14615 від 15.05.2006
- Пластина для остеосинтезу № 13842 від 25.04.1997

## Перелік ключових публікацій
- Анкин Н. Л., Гайко Г. В., Анкин Л. Н., Поляченко Ю. В., Коструб А. А., Лакша А. М. Традиционный и малоинвазивнный остеосинтез в травматологии // Ортопедия, травматология и протезирование. — 2000. — № 2. — С. 73–76.
- Н. Л. Анкин, Л. Н. Анкин, Ю. В. Поляченко, В. В. Бурлука. Хирургическое лечение нестабильных повреждений тазового кольца // Ортопедия, травматология и протезирование. — 2000. — № 4. — С. 9–14.
- Анкин Н. Л., Поляченко Ю. В., Анкин Л. Н., Король С. А. Применение миниинвазивного остеосинтеза при лечении диафизарного перелома бедренной кости // Клінічна хірургія. — 2000. — № 6. — С. 40–43.
- Анкин Н. Л., Денисенко В. Н., Король С. А., Поляченко Ю. В., Бурлука В. В. Объективная оценка тяжести травмы в лечении переломов бедра у пострадавших с сочетанной травмой // Проблеми військової охорони здоров'я: Збірник наукових праць УВМА. — К., 2000. — Вип. 7. — С. 118—125.
- Анкин Н. Л., Барамия Н. Н., Рощин Г. Г., Поляченко Ю. В., Заруцкий Я. Л., Бурлука В. В., Король С. А., Анкин Л. Н. Лечение переломов бедра у пострадавших с тяжелой политравмой // Збірник наукових праць співробітників КМАПО ім. П. М. Шупика. — К., 2000. — Вип. 9, кн. 1. — С. 282—291.
- Анкин Н. Л., Поляченко Ю. В., Король С. А., Анкин Л. Н. Остеосинтез и эндопротезирование при переломах шейки бедренной кости // Збірник наукових праць співробітників КМАПО ім. П. М. Шупика. — К., 2000. — Вип. 9, кн. 3. — С. 5–8.
- Анкин Н. Л., Анкин Л. Н., Король С. А., Поляченко Ю. В., Бурлука В. В. Выбор хирургической тактики при лечении перелома бедренной кости у пострадавших с сочетанной травмой // Клінічна хірургія. — 2000. — № 11. — С. 42–45.
- Анкин Н. Л., Поляченко Ю. В., Анкин Л. Н., Рощин Г. Г., Коструб А. А., Король С. А. Замена метода остеосинтеза при лечении пострадавших с открытыми переломами // Вісник травматології, ортопедії та протезування. — 2001. — № 1(28). — С. 94–96.
- Анкин Н. Л., Поляченко Ю. В., Никитин П. В., Король С. А., Анкин Л. Н. Наш опыт лечения открытых переломов костей // Ортопедия, травматология и протезирование. — 2001. — № 1. — С. 10–13.
- Анкин Н.Л, Денисенко В. Н., Анкин Л. Н., Король С. А. Хирургическая тактика при лечении переломов бедренной кости у пострадавших с сочетанной травмой // Проблеми військової охорони здоров'я: Збірник наукових праць УВМА. — К., 2002. — Вип. 11. — С. 534—539.
- Анкін М. Л., Заруцький Я. Л., Анкін Л. М. Лікування переломів у пострадавших з політравмою // Військова медицина України. — 2003. — Т. 3, № 1–2. — С. 29–34.
- Анкин Н. Л., Король С. А., Анкин Л. Н., Денисенко В. Н., Бурлука В. В. Лечение переломов бедренной кости у пострадавших с сочетанной травмой // Травма. — 2003. — Т. 4, № 2. — С. 185—188.

## Міжнародна співпраця
Бере участь у міжнародних дослідницьких проектах як головний дослідник. Співпрацює щодо створення центру реабілітації з клінікою «Немочніце на Буловце» (Nemocnice Na Bulovce), Прага, Чехія.